# センターネット
センターネットとは、1995年春頃から1996年にかけて隆盛を極めた、匿名書き込みが主体の草の根BBSで、匿名掲示板の元祖と謂われる。BBSの特徴として、アングラテイストな書き込み内容、他の草の根BBSで起きた揉め事の持ち込み、または荒らし対策を目的としたタイムマシン方式等がある。

## ホスト環境
- ホストマシン … エプソン PC-286VF
- 回線 … INS64の2Bを使用したアナログ2回線
- モデム … 14400/9600bps
- ホスト所在地 … 東京都足立区梅島
- 運用時間 … 24時間

## 歴史
元々は、シスオペの中谷雄一（ハンドル名：トレード）が、NTTが1993年に実施した公衆電話の通話料値上げに反対する運動を行うために、1993年09月1日にアナログ二回線・通信速度9600bps・ホストマシンNEC PC-9801VXの環境にて開設した。
開設当初からしばらくは、会員はシスオペの知り合い関係か、その紹介の仲間内の人間ばかりに限られており、ゲストの書き込みはあまりなかった。話題も電話や通信、鉄道などの一般的な雑談がメインで、俗に言う裏情報的な雰囲気ではなかった。
しかし、この状況は1995年3月のホストマシンのクラッシュを経て4月13日に再開した以後は、大幅に体質が変化する事となる。
再開に際してシステムが変更され、会員登録は中止。その代わりに、それまであったゲストアクセスの制限が撤廃された。この変更により、それまで比較的頻繁に出入りしていた旧会員が全く訪れなくなった代わり、ゲストによる無法地帯化が始まる。
まず、再開直後からシスオペへの罵倒や中傷が延々と続き、次いでオウム真理教の換え歌集や、ISH形式でのコンピュータウイルスプログラムのアップロードなどが行われるようになった。そして、他草の根BBSからの論争を持ち込まれたり、俗に言う裏情報の類の会話が常態化するようになっていった。
1995年夏、山梨県上九一色村のオウム真理教施設に捜査が入った頃が、センターネットの最初のピーク時期となり、以後は徐々に落ち着きを取り戻して行ったが、時代は既にインターネットダイヤルアップ接続環境が整い始めており、大量に書き込んでいたゲスト達も、次第に他のWebページ上のBBSに移行し始める者が増えた。この流れにより、センターネットの接続数も1997年頃から激減。最終的には1998年の末頃に閉局した。閉局時期については未だ諸説あるが、あやしいわーるど＠夜の部本店へ1998年12月に寄せられた情報に依れば、その時期には電話番号は有効だったがホスト側モデムより反応が返って来なかったとの事である。
ちなみに、不謹慎ゲーム「とのさまVSサタン」（殿様VSサタン）、「SONICマウンテンブック」（山本会長の鼻）の一時発表先がセンターネットであった。そのため、「トランプマン」「金田サカエ」をはじめとする、センターネット常連が日コン連の山本隆雄と対立することになった。
なお、1995年に「セソターネット」が存在するという、今でいう都市伝説のような噂があったが、これは事実であり、センターネットで活動していた常連が実際に運営、利用していた。